# 塔利察
57°01′N 63°43′E / 57.017°N 63.717°E
塔利察（俄语：Талица）是俄羅斯斯維爾德洛夫斯克州東南部的一個城市，位於州府葉卡捷琳堡以東219公里、佩什馬河畔。2002年人口18,860人。
1732年建立，1942年建市。